# 小行星2324
小行星2324（2324 Janice）是一颗围绕太阳公转的小行星。1978年11月7日，舒爾特·巴斯、埃莉諾·赫琳在帕洛马山发现了此天体。
該小行星以天文研究支持者珍妮絲·克萊恩（Janice Cline）命名。
这颗小行星的绝对星等为305.631748522384等。